# Lev Nikolaïevitch Perovski
Pour les articles homonymes, voir Perovski.
Lev Nikolaïevitch Perovski (en russe : Лев Николаевич Перовский), né en 1816 et décédé le 13 février 1890, est un homme politique russe.

## Biographie
Lev Nikolaïevitch Perovski est le fils de Nikolai Perovski (1785-1858), conseiller d'État, gouverneur de la province de Tauride et maire de Féodosie. Lev Perovski est le petit-fils du comte Alexeï Kirillovitch Razoumovsky.
En 1831, il est diplômé de l'Institut des ingénieurs des chemins de fer, avec le grade d'enseigne de vaisseau à l'institut pour des études scientifiques. 
Le 22 mars 1846, il devient le principal assistant de direction dans le département des Postes et en mai 1846 il a été nommé conseiller titulaire. 
En 1847 il a servi dans l'administration des douanes. 
En 1854, il a été nommé directeur adjoint de la 1re Division de la banque d'État.
Le 26 juillet 1857 jusqu'au 2 août 1859, il fut lieutenant-gouverneur de Pskov. Puis il fut nommé ensuite lieutenant-gouverneur de la province du gouvernement de Tauride où il succéda à son père à ce poste, en Crimée et s'installa avec sa famille dans le domaine de son père à Belbek dans district de Simferopol. 
En tant que conseiller d'État, il fut nommé, le 7 juillet 1861, vice-gouverneur de la province de Saint-Pétersbourg. Du 1er janvier 1865 jusqu'au 22 juillet 1866, il a occupé le poste de gouverneur civil de la province de Saint-Pétersbourg. 
Marié à Barbara Stepanovna Veselovskaïa (1821-1904), ils eurent quatre enfants : Nicolas (1845-1915), Maria (née en 1847, qui a épousé M. Zagorski), Basile (1849-1941) et Sofia (1853-1881). 
Il était ainsi le père de la révolutionnaire populiste Sofia Perovskaïa qui prépara l'assassinat d'Alexandre II de Russie (1er mars 1881) et fut pendue le 3 avril 1881; ce fut la première femme à avoir été exécutée dans l'Histoire de Russie pour crime d'État. À la suite de cet évènement dramatique, dans lequel sa propre fille avait pleinement participé dans l'attentat qui coûta la vie au tsar Alexandre II de Russie. Il fut mis à la retraite et finit sa vie dans son domaine situé en Crimée.
Lev Perovski est enterré au cimetière Saint-Lazare (Saint-Pétersbourg), où ses cendres ont été transférées dans les années 1930 dans la crypte de la chapelle Saint-Lazare.